# Hinterhain
Hinterhain ist ein Ortsteil des vogtländischen Auerbach/Vogtl., der 1923 mit Sorga nach Auerbach eingemeindet wurde.
Hinterhain wurde zum 1. Juli 2008 als offizieller Ortsteil Auerbachs gestrichen. Er liegt südlich von Sorga, dem er bis 1923 zugehörig war, und östlich von Auerbach. Hinterhain ist spätestens 1791 als Hintern Hayn ersterwähnt. Bereits für dieses Jahr ist eine Zugehörigkeit zum Rittergut Sorga belegt, obwohl auch ein Anteil dem Rittergut Auerbach zugehörig war. 1871 gab es in Hinterhain 27 Häuser, 1875 waren es 28 mit 241 Einwohnern.
Der Name Hinterhain lebt heute vor allem in der Bezeichnung Grundschule Hinterhain fort.
| Jahr            | 1791       | 1834 | 1871 | 1875 | 1890 |
| --------------- | ---------- | ---- | ---- | ---- | ---- |
| Einwohnerzahlen | 12 Häusler | 237  | 282  | 241  | 507  |

## Belege
1. ↑  Hinterhain – HOV | ISGV. Abgerufen am 15. Februar 2023.
2. ↑  'Generalübersicht sämmtlicher Ortschaften des Königreichs Sachsen nach der neuen Organisation der Behörden mit Angabe ihrer Einwohner- und Häuserzahl am 1. December 1871 : Zusammengestellt vom K. sächs. statist. Bureau' - Digitalisat | MDZ. S. 31, abgerufen am 15. Februar 2023.
3. ↑  'Alphabetisches Taschenbuch sämmtlicher im Königreiche Sachsen belegenen Ortschaften und der besonders benannten Wohnplätze : mit Angabe der politischen Gemeinden, der Amtsgerichte, der Landgerichte, der Kreishauptmannschaften, der Amtshauptmannschaften und der Gendarmerie-Bezirke, der Gebäude- und Einwohnerzahlen am 1. Dezember 1875, sowie der Postbestellanstalten' - Digitalisat | MDZ. S. 84, abgerufen am 15. Februar 2023.